# La Iberia (España)
La Iberia fue un periódico de carácter liberal publicado en Madrid entre 1854 y 1898, fundado por Pedro Calvo Asensio. Entre enero y septiembre de 1868 recibió el nombre de La Nueva Iberia.

## Historia

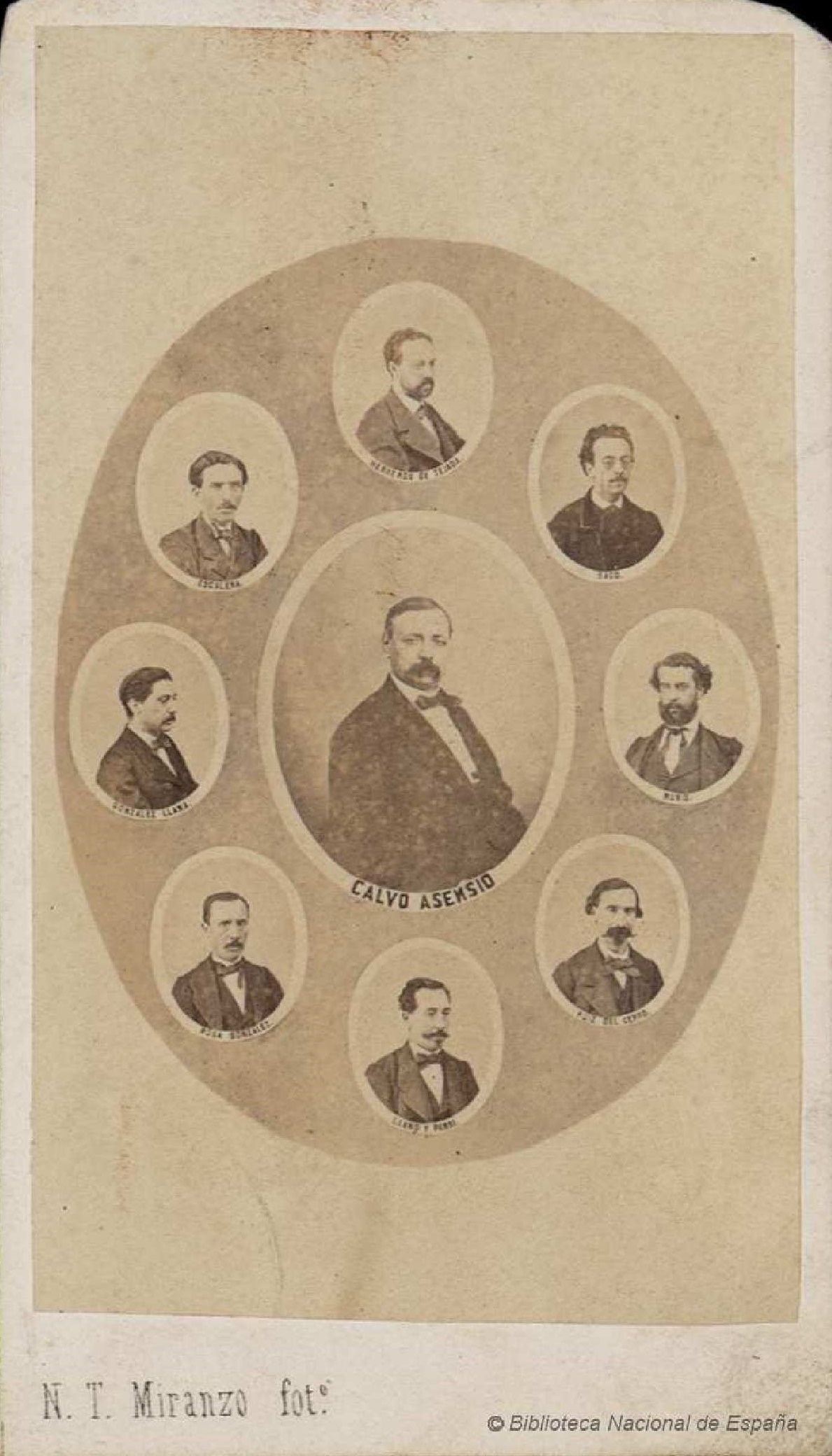
Pedro Calvo Asensio, director, Feliciano Herreros de Tejada, Eduardo Saco, Carlos Rubio, Juan Ruiz del Cerro, Manuel de Llano y Persi, Juan de la Rosa González y Evaristo Escalera, redactores de La Iberia. Fotografía de N. T. Miranzo, Madrid. Biblioteca Nacional de España.

La Iberia fue creado en Madrid por Pedro Calvo Asensio en junio de 1854, en su deseo de hacer un nuevo periódico político de carácter liberal y progresista en España. El título del diario habría correspondido a una aspiración de alcanzar la 'unidad ibérica', es decir, la unión de España y Portugal.
Desde sus páginas se apoyó la Revolución de 1854 y la figura del Baldomero Espartero para dirigir el Gobierno mientras que se atacaba a Leopoldo O'Donnell.
La Iberia. Diario liberal de la mañana, junto con su atención preferente a la política, destacaba, según los autores, por la rica y variada información cultural, literaria o científica que todos los días ofrecía en sus páginas, y que distaba mucho de la proporcionada por otros periódicos madrileños de su tiempo. Se trataba ante un periódico, primero matutino y de aparición diaria, y después vespertino y publicado de lunes a sábado, en cuya redacción colaboraron escritores de la talla de Juan de la Rosa González, Concepción Arenal, Patricio de la Escosura o Gaspar Núñez de Arce, entre muchos otros, y cuya principal etapa se desarrolla entre los años 1860 y 1863, con un equipo ya consolidado, corresponsalías internacionales en Londres y París y una actividad que, como apuntan los autores, conduciría a La Iberia al liderato en la prensa política y la convertiría en punta de lanza de iniciativas tan significativas para la vida literaria del siglo XIX como fue la coronación del poeta Manuel José Quintana en 1855.
En 1861 colaboró con La Iberia un joven aprendiz de tipógrafo llamado Pablo Iglesias Posse, por entonces interno en el Hospicio de San Fernando, quien solo contaba con 11 años y, años después -en 1879-, fundó el Partido Socialista Obrero Español.
En 1863 el periódico fue adquirido por Práxedes Mateo Sagasta, junto con José Abascal, quien lo dirigió hasta junio de 1866, alcanzando su máxima difusión y sirviéndole para criticar al gobierno y preparar la Revolución de 1868. La publicación quedó suspendida en junio de 1866 al marchar Sagasta al exilio, reapareciendo el 2 de enero de 1868 con el título de La Nueva Iberia, teniendo a Hilario Fernández como editor responsable y a Francisco Javier Moya Fernández como director. Tras el triunfo de la revolución, a la que el diario tanto había contribuido, el 29 de septiembre La Nueva Iberia publicó su último número recuperando desde el día siguiente el título original.